# 태원물산
태원물산(Taewonmulsan Co. Ltd.)는 현재 자동차부품제조업과 식품사업을 영위하고 있는 기업이다. '태원물산'은 끊임없는 노력을 바탕으로 더 나은 세상을 열어가는 선두주자로 거듭날 것이다. 본사는 서울시 강남구 테헤란로 86길 14 (대치동)에 위치해 있으며 대표이사는 남기영이다.

## 배당
2024년 1주당 140원의 시가배당율 2.8%에 배당금총액은 10억 2663만원 현금 결산배당을 하였다.

## 참고문헌
1. ↑  “웹사이트 설명 참조, 2024.08.06”. 2024년 10월 4일에 원본 문서에서 보존된 문서. 2024년 9월 24일에 확인함.
2. ↑  신세계건설·한전KPS·락앤락 등, 이투데이, 2023-12-22
3. ↑  엠에스씨, 미래산업, 잇츠한불, 태원물산, 비즈니스포스트, 2022-02-10
4. ↑  태원물산, 주당 140원 현금배당 결정, 2024.03.12